# Alan Mozo
Alan Mozo Rodríguez, noto semplicemente come Alan Mozo (Nicolás Romero, 5 aprile 1997), è un calciatore messicano, difensore del Guadalajara.

## Caratteristiche tecniche
È un terzino destro.

## Carriera
Cresciuto nel settore giovanile del Pumas UNAM, ha esordito in prima squadra il 5 febbraio 2015 disputando l'incontro di Copa México perso 3-2 contro l'Oaxaca

## Palmarès
- Squadra della stagione della CONCACAF Champions League: 1

2022